# 甕
甕，又作甕缸、甕器（英语依“甕器”的朝鲜语的音译為），通常是指陶製，口小肚大的容器。瓮的用途很多，可以用來裝水、醃製梅菜、榨菜等等，還可用作骨灰罈。起源於中国，至今儒家文化圈内均在使用。瓮起源于中国，在东亚尤其是朝鲜半岛、日本和中国的传统生活中扮演着重要角色。

## 中国
瓮在中国有着悠久的历史，作为一种陶制器皿，它的起源可追溯至新石器时代。在距今约7000年前的仰韶文化和龙山文化遗址中，考古学家发现了早期的陶瓮，最初是用来储存粮食、饮水等日常物资的器具。由于其独特的形状和良好的密封性，瓮在保存和发酵食物方面表现优越，逐渐成为腌制食品的首选器具。
在商周时期，瓮的制作和使用更加广泛，其功能从单纯的储物扩展到葬礼中的陪葬品和生活日用品。在这一时期的墓葬中，考古学家经常可以找到作为祭祀和盛装物品的瓮，这也反映了瓮在当时的社会生活和仪式中的重要地位。
到了汉唐时期，随着制陶技术的发展，瓮的制作工艺愈加成熟，不仅形状更为多样，还出现了釉面瓮。这些瓮在腌制酱菜、酿酒、储水等方面得到了广泛应用，也在民间形成了独特的使用文化。瓮的密封和透气特性在这一时期得到最大化的利用，因此在各地的民间食物保存技术中占据着不可替代的位置。
瓮文化在中国流传至今，特别是在南方和北方的农村地区，瓮仍然是制作传统发酵食品、储存水和粮食的重要容器。

## 日本
瓮在日本的历史悠久，可以追溯到中国文化影响的弥生时代（公元前300年-公元300年）。瓮的制作和使用在这一时期进入日本，最初作为储存粮食、发酵食品和水的容器。弥生文化中的陶器多为日常生活设计，其中的瓮与中国的储存器具相似，反映了早期日本与中国的文化交流。
到奈良和平安时代（710-1185年），瓮的制作逐渐演变为更具日本特色的陶器器物。日本工匠发展了独特的烧制工艺，逐渐形成了地域性的瓮器风格。例如，信乐烧、常滑烧等地方瓮以其厚重质感和耐用性著称，用于存放味噌、酱油、清酒等发酵食品。这种本地化的瓮不仅用于储存，还适应了日本湿润的气候，有助于发酵食品的稳定保存。
江户时代（1603-1868年），瓮在日本家庭中十分普遍。随着酱油、味噌和日本酒的普及，瓮器成为传统发酵食品的主要容器。日本各地逐渐形成了自己的制瓮工艺，如有田烧、备前烧等，丰富了瓮在日本的地域特色和艺术性。瓮器也在茶道和园艺中获得广泛应用，成为装饰性器具，反映了日本对日常器物美感的追求。
如今，传统瓮器在日本的日常生活中仍有使用，特别是在保留传统饮食文化的地区，例如存放味噌或泡菜。

## 朝鲜半岛
在朝鲜半岛，瓮（옹기，onggi）有着深厚的历史文化传统，其使用可以追溯至三国时代（约公元1-7世纪）。瓮的制作在这一时期已经开始并广泛用于储存和发酵食品，如酱菜、酱油和大酱。随着时间推移，朝鲜瓮的工艺逐渐精湛，并形成了独具特色的形状和制作方法。瓮器在朝鲜的使用也受到中国陶瓮文化的影响，但在材料和功能上进行了本土化适应，使其更适合朝鲜的气候和食物需求。
在朝鲜王朝时期（1392-1897年），瓮器的使用达到了高峰。这一时期的瓮器主要分为两种：黑瓮和褐瓮，分别用于储存酱油、大酱和泡菜等发酵食品。由于朝鲜气候潮湿，瓮器的透气性在发酵过程中显得尤为重要，能够促进细菌的活动并防止食物腐坏。因此，瓮不仅是日常生活必需品，也成为一种传统手工艺品，体现了朝鲜人的生活方式。
如今，传统的瓮在朝鲜半岛的日常生活中依然占有重要地位，特别是在农村家庭中，仍然使用瓮来储存大酱、辣椒酱和泡菜。每年冬季制作泡菜的传统（称为“김장”或“冬藏”）中，瓮器是不可或缺的容器，象征着朝鲜民族对传统食品保存和发酵技术的延续与珍视。

## 延伸阅读
[在维基数据编辑]
 《欽定古今圖書集成·經濟彙編·考工典·甕部》，出自陈梦雷《古今圖書集成》